# Нептуналии
Нептуна́лии (лат. Neptunalia) — праздник в честь бога Нептуна в Древнем Риме.
Праздник проводился в середине лета, 23 июля, чтобы торжественно попросить бога воды предотвратить засуху. Во время праздника строились хижины из ветвей. Нептуналии был народным праздником, который также был в крестьянском календаре. В имперский период праздник проводился вместе с играми также в честь Нептуна (лат. ludi Neptunales или Neptunalici).